# Burundi en los Juegos Olímpicos de Sídney 2000
Burundi estuvo representado en los Juegos Olímpicos de Sídney 2000 por seis deportistas, cinco hombres y una mujer, que compitieron en atletismo.
La portadora de la bandera en la ceremonia de apertura fue la atleta Diane Nukuri. El equipo olímpico burundés no obtuvo ninguna medalla en estos Juegos.